# 程海東
程海東（1948年—），籍貫上海，曾任澳門大學學生事務副校長，曾任東海大學第七任校長。
程海東是臺灣的材料科學家，於臺北市立建國高級中學畢業後，就讀國立清華大學物理學系，並於美國西北大學取得物理學碩士及材料科學與工程學博士，其後任教於美國伊利諾大學，後至香港城市大學物理及材料科學系擔任系主任。
2004年，在前國立清華大學校長劉炯朗的推薦下，至東海大學擔任校長，提出「發展東海大學成為一所卓越的教育學府」、「採研究和教學並重的平衡步伐」、「將職業技能服務於社會及團體」、「協助臺灣的人文、經濟及社會發展」四大辦學目標，並以「求真、篤信、力行」校訓，延續東海創校的基督教精神，積極地在教育、學術和服務三方面努力向上提昇。在其八年任期內，建設了位於東海大學第二教學區，包括管理學院大樓、音樂系及美術系館、新學生宿舍、教職員宿舍及體育設施等，並成立博雅書院。
2012年，程海東在第三任的校長任期屆滿前一年辭去校長一職，同年八月起在澳門大學擔任學生事務副校長至今；而東海大學校長剩餘一年任期由副校長葉芳栢代理半年，新選出之第八任校長湯銘哲則提前半年於2013年2月1日就任。

## 外部連結
- 程海東在澳門大學網頁 （页面存档备份，存于）
- 台灣政治亂象 引致四海離心——程海東拒任東海大學校長評議(世界日報社論) （页面存档备份，存于）
- 東海校長程海東 任滿前閃辭

| 教育職務      | 教育職務                                        | 教育職務                           |
| ------------- | ----------------------------------------------- | ---------------------------------- |
| 東海大學      |                                                 |                                    |
| 前任： 王亢沛 | 東海大學校長 第七任 2004年8月1日－2012年7月31日 | 繼任： 葉芳栢（代理） 正任：湯銘哲 |